# ميكل لاباكا
ميكل لاباكا (بالإسبانية: Mikel Labaka) (10 أغسطس 1980 إسبانيا - ) هو لاعب كرة قدم إسباني، يلعب كمدافع.

## روابط خارجية
- ميكل لاباكا على موقع قاعدة بيانات كرة القدم.إي يو (الإنجليزية)
- ميكل لاباكا على موقع Soccerway.com (الإنجليزية)
- ميكل لاباكا على موقع AS.com (الإسبانية)